# Манту, Шарль
Шарль Манту́ (фр. Charles Mantoux, 14 мая 1877, Париж, Франция — не ранее 3 мая 1947, Канны, Франция) — французский медик, в 1908 году предложил применять туберкулин внутрикожно с диагностической целью.
Шарль Манту окончил университет Парижа, где его учителем был Пьер Поль Брока, один из основоположников современной хирургии мозга. Из-за проблем со здоровьем переехал в Канны, но в перерывах между лечением в санатории продолжал работу в Париже.
В 1908 году представил свои исследования по внутрикожным инъекциям Французской Академии наук и опубликовал свою работу в 1910 году. Он показал, что его подкожные тесты на реакцию были для организма более чувствительны, чем более ранние опыты Пирке с использованием туберкулина. В последующие годы внутрикожная проба заменила скарификационную кожную пробу К. Пирке повсюду, за исключением Норвегии. Следует также отметить, что тест Манту был изобретён Феликсом Менделем.
Шарль Манту предпринял целый ряд других исследовательских работ по борьбе с туберкулёзом. Он разработал тест для исследования на туберкулёз крупного рогатого скота, свиней и лошадей. Это принесло большую практическую пользу общественному здравоохранению. Для экспериментальных исследований динамики аллергических реакций он использовал морских свинок. Манту проводил также рентгенологические исследования туберкулёза, писал о плевральном выпоте и туберкулёзной лихорадке. Он был одним из первых врачей, применявших искусственный пневмоторакс, и изучал его влияние на лёгочные каверны. Все эти работы были выполнены вне крупных университетов и институтов.
Жена Манту, Дора Манту, также была медиком и специализировалась на исследовании туберкулёза, работая вместе с педиатром Антуаном Марфаном.